# Kazakstans ambassad i Stockholm
Kazakstans ambassad i Stockholm är Kazakstans diplomatiska representation i Sverige. Ambassaden är belägen på Birger Jarlsgatan 37. Diplomatkoden på beskickningens bilar är BR.
Ambassadör är sedan 2021 Sergej Nurtajev.

## Beskickningschefer
| Namn            | Period | Funktion   |
| --------------- | ------ | ---------- |
| Sergej Nurtajev | 2021-  | Ambassadör |

Olzhas Suleimenov 2024- Ambassadör[källa behövs]